# Häädemeeste (municipi)
Häädemeeste (en alemany: Gudmannsbach) és un municipi rural situat al comtat de Pärnu, al sud-oest d'Estònia. Häädemeeste significa literalment "(lloc) d’homes bons" en estonià. L’any 2024, el municipi tenia una població de 4.725 habitants.
La reserva natural de Nigula està situada parcialment dins del municipi. El riu més llarg de Häädemeeste és el Rannametsa.
El poble de Tahkuranna és conegut per ser el lloc de naixement de Konstantin Päts, el primer president d’Estònia, i hi ha un monument dedicat a ell prop del lloc on va néixer. Tahkuranna era un municipi independent, però el 24 d’octubre de 2017 es va fusionar amb Häädemeeste per formar l’actual municipi.
El municipi té dos nuclis principals de població, Häädemeeste, que dona nom al municipi, i Võiste, a més de 29 pobles.